# Basilique Sainte-Marie d'Invercargill

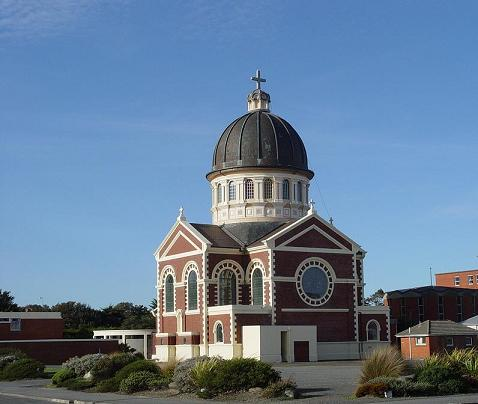
Vue de l'église.

La basilique Sainte-Marie (anglais : St Mary's Basilica) est une église catholique de la ville d'Invercargill, ville la plus australe de Nouvelle-Zélande. Elle dépend du diocèse de Dunedin. Ce n'est pas une basilique au sens formel, mais une simple église paroissiale. Elle a été nommée de la sorte à cause de son aspect de basilique italienne, dans le style palladien.

## Histoire et description
L'édifice est bâti selon les plans du fameux architecte néo-zélandais Francis Petre et terminé en 1905. Elle est de style néo-renaissance et s'inscrit dans un plan de croix grecque et elle est surmontée d'un dôme de 37 mètres de hauteur. Chaque façade présente un fronton classique. Elle est inscrite au registre des monuments historiques du pays depuis 1984.